# Feuerhalle Villach

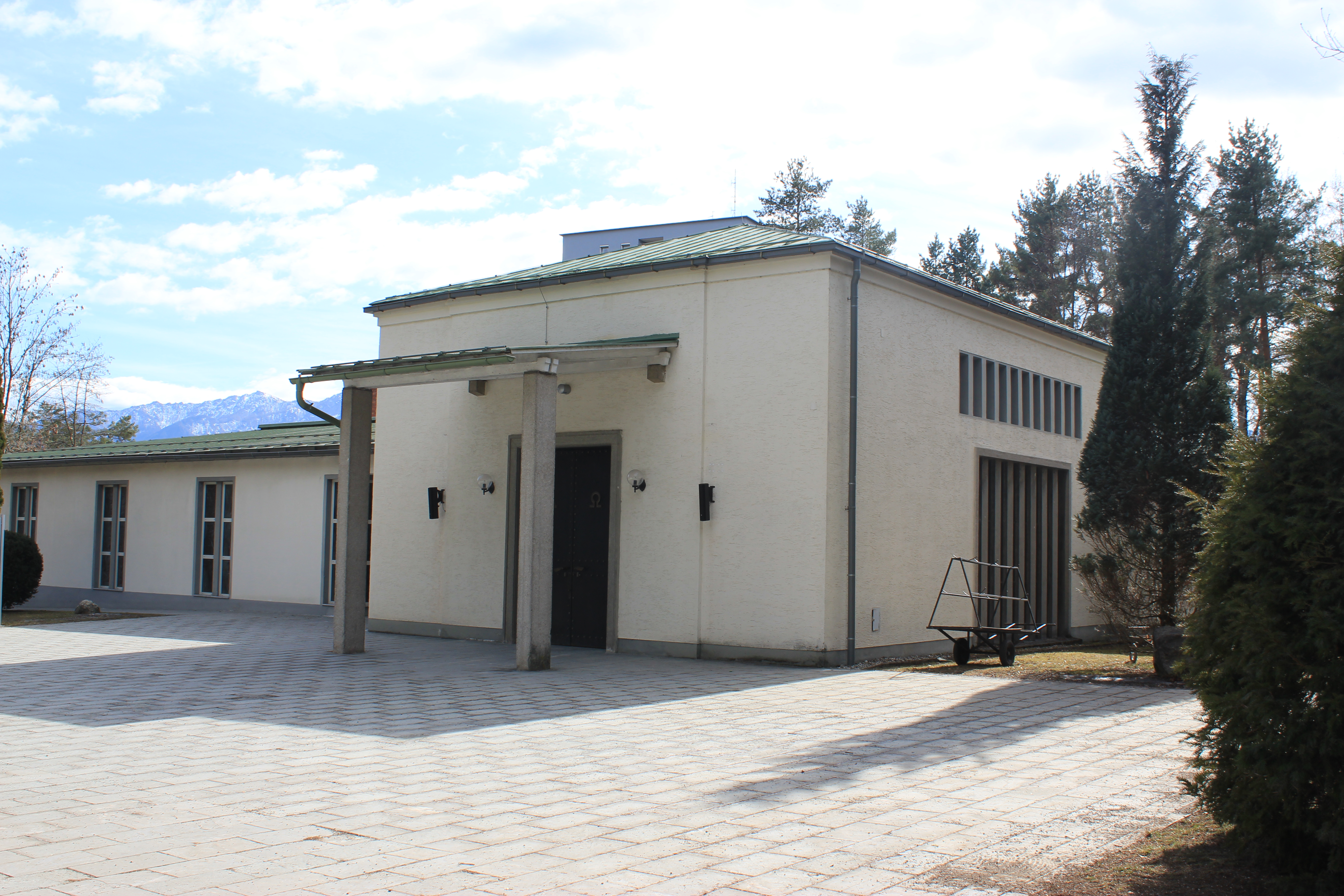
Feuerhalle Villach, Krematorium mit Aufbahrungshalle auf dem Waldfriedhof

Die Feuerhalle Villach befindet sich auf dem 15 Hektar großen Villacher Waldfriedhof und ist das einzige Krematorium in Kärnten. Die Feuerhalle ist im Besitz der Stadt Villach und wird durch die Bestattung Kärnten GmbH verwaltet, welche 2008 durch den Zusammenschluss der städtischen Bestattungen von Villach und Klagenfurt entstand und mit dem Zeremonium Kalsdorf bei Graz seit 2019 auch ein Krematorium in der Steiermark betreibt. Die in klaren kubistischen Formen unter flachen Walmdächern errichtete Feuerhalle Villach und die daran angeschlossenen Gebäude stehen unter der Bezeichnung „Aufbahrungshalle und Krematorium im Waldfriedhof“ unter Denkmalschutz.

## Geschichte
Die Feuerhalle auf dem Villacher Waldfriedhof wurde in den Jahren 1952 bis 1953 nach Plänen des Architekten Erich Boltenstern errichtet und ist in einfachen, vom Gedanken der Zweckmäßigkeit bestimmten äußeren Formen gehalten. Boltenstern hatte zuvor bereits die Pläne für das in den Jahren 1931 bis 1932 errichtete Grazer Krematorium geliefert und war zur Zeit der Errichtung des  Urnenhains Linz-Urfahr Mitarbeiter von Julius Schulte  gewesen (1927 bis 1928). Das Villacher Krematorium war seinerzeit das sechste in Österreich und das erste, das nach dem Zweiten Weltkrieg erbaut wurde.
In den Jahren 2002 bis 2006 erfolgte im Auftrag des Magistrats Villach ein tiefgreifender Umbau, durch den die in der Zwischenzeit durch diverse Zubauten erweiterten Gebäude der Feuerhalle saniert, geordnet und für den Einbau eines weiteren Verbrennungsofens vorbereitet wurden. Zudem wurde  eine Begrünung der Feuerhalle realisiert. Das u. a. mit Krastaler Marmor neu gestaltete Krematorium wurde 2006 in Betrieb genommen. Im Herbst 2008 fand in der Feuerhalle auf dem Villacher Waldfriedhof die Einäscherung von Landeshauptmann Jörg Haider statt, wodurch die Anlage österreichweit bekannt wurde.
2014 wurde die Feuerhalle in achtmonatiger Bauzeit um eine zweite Ofenanlage sowie um Kühlräume erweitert, so dass sie heute (2023) mit einem elektrisch betriebenen und einem mit Gas befeuerten Kremationsofen ausgestattet ist. Die erwähnte zweite Ofenanlage, ein mit Gas befeuerter Etagenofen, wurde von der Firma Ruppmann Verbrennungsanlagen GmbH aus Stuttgart gebaut. Die 50.000. Einäscherung in der Feuerhalle Villach erfolgte im Jänner 2016. Die Feuerhalle führt für über 30 Kärntner Bestattungsunternehmen Feuerbestattungen durch, jährlich werden hier etwa 1300 Verstorbene verbrannt.